# La ley de Murphy (película)
La ley de Murphy (Murphy's Law en VO) es una película de acción estadounidense de 1986 dirigida por J. Lee Thompson y escrita por Gail Morgan Hickman. El film está protagonizado por Charles Bronson y Kathleen Wilhoite junto a Carrie Snodgress y Robert F. Lyons.

## Argumento
Jack Murphy (Charles Bronson) es un policía de Los Ángeles asocial que recurre al alcohol después de que su mujer (Angel Tompkins) le dejase para trabajar como estríper. Sin embargo su situación empeora cuando la exconvicta Joan Freeman (Carrie Snodgress) tras pasar diez años en prisión jura vengarse de Murphy poniendo en riesgo su carrera policial.
Tras matar a su ex y a la pareja de esta, Murphy es acusado del asesinato de ambos a los que se añaden varias víctimas más relacionadas bien con el agente o aquellos que contribuyeron en apresarla. Mientras sufre una persecución tanto por los medios como por sus compañeros (incluidos unos policías corruptos) debe contar con la ayuda de Arabella McGee (Kathleen Wilhoite), una delincuente juvenil que a su pesar resulta ser la única coartada que le queda para demostrar su inocencia al tiempo que buscan a la criminal.

## Reparto
| Actor             | Personaje    |
| ----------------- | ------------ |
| Charles Bronson   | Murphy       |
| Kathleen Wilhoite | Arabella     |
| Carrie Snodgress  | Joan Freeman |
| Richard Romanus   | Vincenzo     |
| Angel Tompkins    | Jan          |
| Robert F. Lyons   | Penney       |
| Janet MacLachlan  | Dr. Lovell   |
| Lawrence Tierney  | Cameron      |